# Wortelboer en Van Rossem
Wortelboer en Van Rossem is een Nederlandse televisieserie van BNNVARA die op 1 oktober 2023 van start ging en wordt uitgezonden op NPO 2 (seizoen 1) en NPO 3 (seizoen 2).
In deze serie onderzoeken historicus Maarten van Rossem (1943) en presentatrice Emma Wortelboer (1996) een generatiekloof van een halve eeuw en bespreken zij de verschillen en overeenkomsten tussen de jaren 50 en nu.
Gemiddeld trok het eerste seizoen zo’n 492.000 kijkers. Op 27 maart 2025 begon het tweede seizoen.

## Afleveringen

### Seizoen 1
| Nr. | Titel             | Uitzenddatum    | Kijkcijfers |
| --- | ----------------- | --------------- | ----------- |
| 1   | Relaties          | 1 oktober 2023  |             |
| 2   | Langer leven      | 8 oktober 2023  |             |
| 3   | Vakantie          | 15 oktober 2023 |             |
| 4   | Wonen             | 22 oktober 2023 |             |
| 5   | Auto              | 29 oktober 2023 |             |
| 6   | Middelbare school | 5 november 2023 |             |

### Seizoen 2
| Nr. | Titel      | Uitzenddatum  | Kijkcijfers |
| --- | ---------- | ------------- | ----------- |
| 7   | Geluk      | 27 maart 2025 |             |
| 8   | In de mode | 3 april 2025  |             |
| 9   | Opvoeden   | 10 april 2025 |             |
| 10  | Vrije tijd | 17 april 2025 |             |
| 11  | Eten       | 24 april 2025 |             |
| 12  | Roem       | 1 mei 2025    |             |